# Captain Rivera's Reward
Captain Rivera's Reward è un cortometraggio muto del 1912 diretto da Sidney Olcott.

## Produzione
Il film fu prodotto dalla Kalem Company.

## Distribuzione
Distribuito dalla General Film Company, il film - un cortometraggio di una bobina - uscì nelle sale cinematografiche USA l'8 marzo 1912. Nello stesso anno, il 12 aprile, venne distribuito anche nel Regno Unito.